# Osetne Pole
Osetne Pole [ɔˈsɛtnɛ ˈpɔlɛ] (tiếng Đức: Karlsberg) là một khu định cư ở khu hành chính của Gmina Stare Czarnowo, thuộc quận Gryfino, West Pomeranian Voivodeship, ở phía tây bắc Ba Lan. Nó nằm khoảng 9 kilômét (6 mi) về phía tây bắc của Stare Czarnowo, 14 km (9 mi) phía đông bắc Gryfino và 13 km (8 mi) về phía đông nam của thủ đô khu vực Szczecin.
Trước năm 1945, khu vực này là một phần của Đức. Đối với lịch sử của khu vực, xem Lịch sử của Pomerania.